# Rhithrodytes dorsoplagiatus
Rhithrodytes dorsoplagiatus is een keversoort uit de familie waterroofkevers (Dytiscidae). De wetenschappelijke naam van de soort is voor het eerst geldig gepubliceerd in 1880 door Fairmaire.